# Тира (остров)
Ти́ра (Фера, Фира́, греч. Θήρα), также Сантори́н (Санторини, Σαντορίνη) — вулканический остров в Эгейском море, входит в архипелаг Киклады. Площадь острова составляет 76,194 км², протяжённость береговой линии — 66 км, наивысшая точка — гора Профитис-Илиас (Айос-Илиас, 566 м) в юго-восточной части острова.
Вместе с островами Тирасия, Палеа-Камени, Неа-Камени и Аспрониси образует группу вулканических островов под общим названием Тира (Санторин), которая является остатками разрушенного в XV веке до н. э. катастрофическим извержением вулкана Санторин. Площадь группы островов — около 80 км². По распространённой версии, извержение вулкана Санторин послужило причиной гибели минойской цивилизации на Крите. Существует гипотеза, что извержение легло в основу легенды об Атлантиде.
Санторин(и) — один из основных центров туризма в Восточном Средиземноморье (до 2 млн посещений ежегодно) — привлекает путешественников своими пляжами, живописностью традиционной белоснежной застройки и сладким вином Асиртико. Топоним «Санторин» происходит от Santa Irini — имени, данного острову венецианцами в честь святой Ирины Аквилейской.

## География, климат, транспорт
Гора пророка Илии (греч. Προφήτης Ηλίας Θήρας) — единственная часть острова, не покрытая продуктами вулканического извержения. Её основными геологическими компонентами являются известняки. На вершине горы построен одноимённый монастырь. Соседний северо-восточный склон засажен соснами. У подножия горы, недалеко от небольших деревень Камарион, Эмборион и Периса, есть виноградники, а остальная часть горы покрыта типичной эгейской кустарниковой растительностью (фриганой). В районе села Камарион находится пещера с эндемичными беспозвоночными (мокрицей Schizidium beroni). Древняя Фера также находится в этой части участка, на вершине холма Меса-Вуно (369 м) к северу от Перисы. Гора Профитис-Илиас на Тире, а также острова Палеа-Камени и Неа-Камени входят в европейскую сеть природоохранных территорий «Натура 2000».

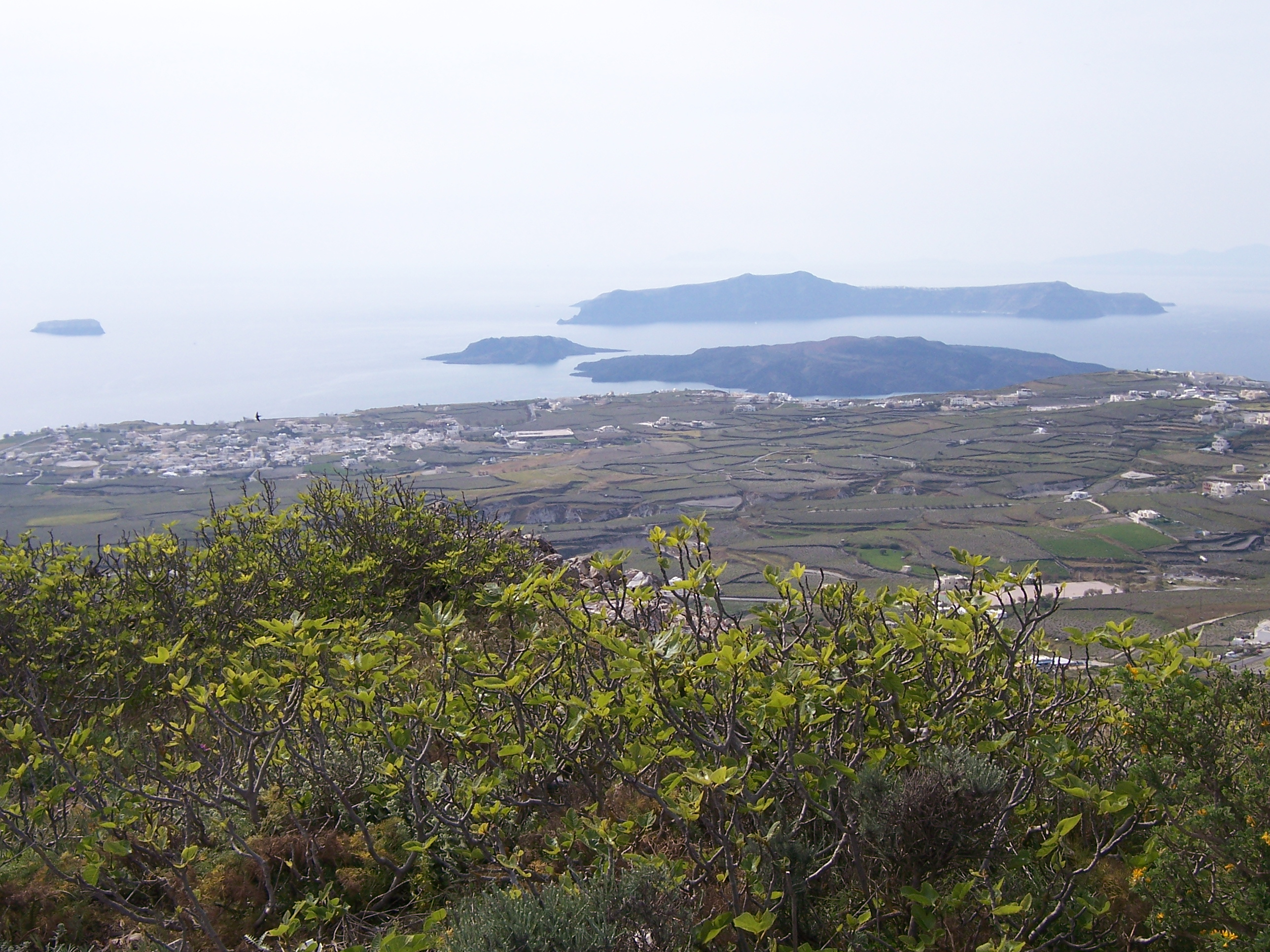
Вид с Тиры на островки Аспро, Палеа-Камени, Неа-Камени, Тирасия

Климат Санторини полузасушливый со средиземноморскими характеристиками. Общее количество осадков в среднем приблизительно 38 см в год. Сильные ветры можно наблюдать в летнем сезоне. Недостаток осадков и отсутствие водоёмов вынуждали островитян поколениями строить резервуары для накопления дождевой воды, однако после землетрясения 1956 года многие из них пришли в негодность. Проблема водоснабжения решается путём подвоза пресной воды из других областей Греции и (с 1992 года) опреснения морской воды.
Сообщение с Тирой: самолёты из Афин, Миконоса, с Родоса и Крита, паромное сообщение с Пиреем, Кикладами, Критом, Родосом и Косом. Летом из Пирея, Ираклиона (Крит) и Ретимнона (Крит) курсируют быстроходные катамараны.

## История

### Древнейшее население
По преданию финикиец Кадм, сын царя Агенора, в поисках своей сестры Европы, похищенной Зевсом, высадился на острове, называвшемся тогда Каллистой (Прекраснейшим, Καλλίστη). Он оставил на острове людей во главе с Мемблиаром, сыном Пойкила. Через восемь поколений Ферас (Θήρας), лакедемонянин из рода Кадма, сын Автесиона, внук Тисамена, опекун Еврисфена и Прокла привёл на остров колонию лакемодян и минийцев. Ферас назвал остров Ферой. Ежегодно жители приносили жертвы герою-основателю.
Древнейшее население Тиры, которое появилось здесь около 3000 года до н. э., было догреческим. Присутствие влияния минойского Крита было установлено при раскопках близ местечка Акротири, когда под слоем тефры (пемзы), толщина которого у края острова составляет «всего» 4-6 м, наткнулись на целое селение двух-трёхэтажных домов, украшенных фресками, которые напоминают настенную живопись минойских дворцов. В этот период остров, должно быть, назывался Стронгила (Στρογγύλη — «круглый») по причине своей формы, поскольку вулкан Санторин, который находился в центре острова и имел высоту 1500 метров, в то время ещё не начал своё разрушительное действие.

### Минойское извержение

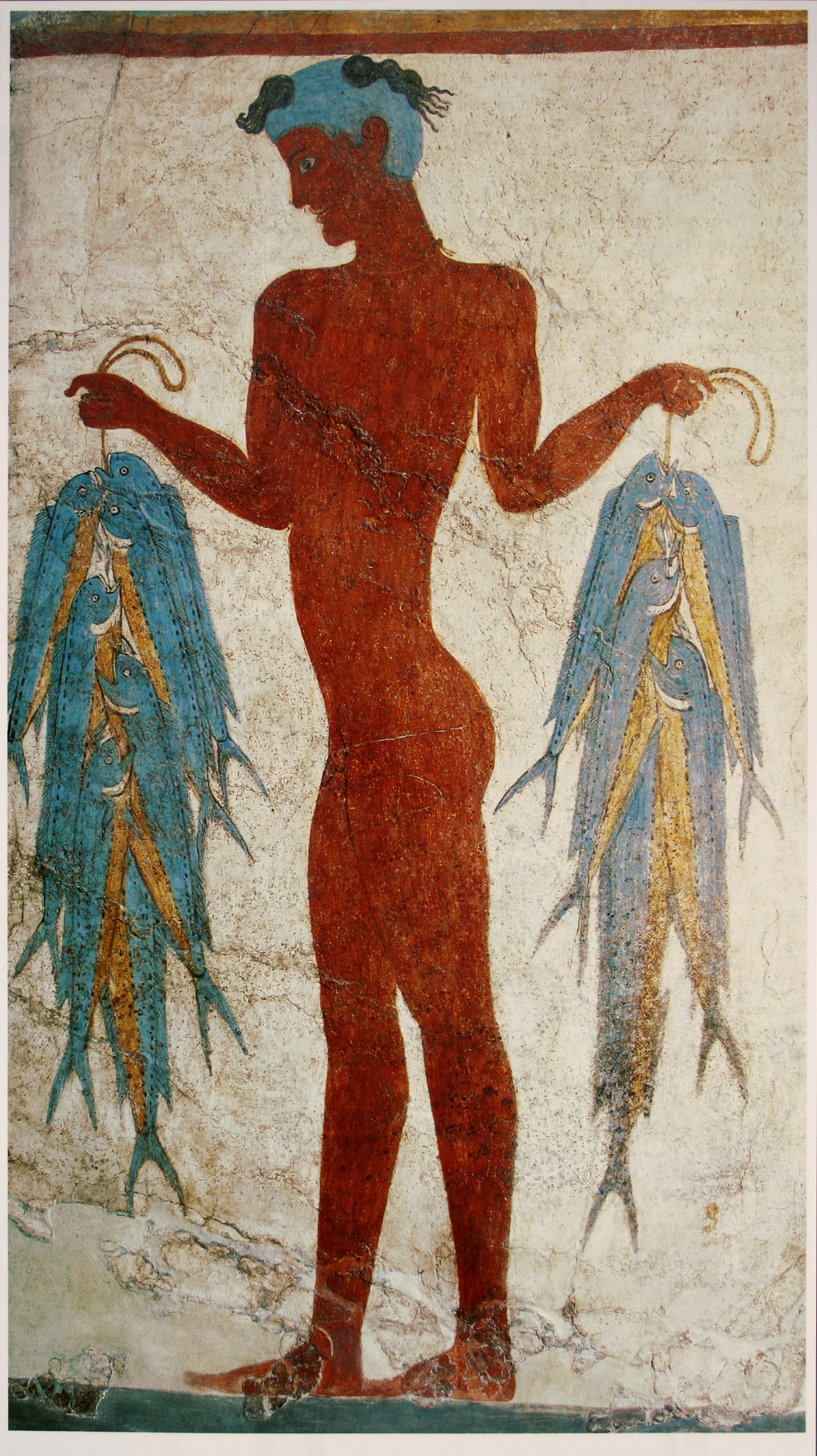
«Рыбак». Минойская фреска с Тиры.

Однако около полутора тысяч лет до н. э. (1645 год до н. э. — 1500 год до н. э. по разным оценкам) произошло сильнейшее извержение вулкана Санторин (до 7 баллов по показателю вулканической эксплозивности), решительным образом изменившее как историю древнего мира, так и форму острова. В результате извержения кратер вулкана провалился и образовалась огромная кальдера (воронка), которая сразу же была заполнена морем. Площадь морской поверхности кальдеры достигает около 52 км², а глубина 300—400 метров. От древней Стронгилы остался только видимый в настоящее время полумесяц с отвесной скалой более 300 метров западной части и пологими пляжами восточной части.
После заполнения жерла вулкана водой произошло её испарение и огромной силы взрыв (эффект парового котла), который вызвал огромное цунами, высотой предположительно от 100 до 200 метров, обрушившееся на северное побережье Крита. Последствием цунами стал закат минойской цивилизации (раскопки на острове Крит показали, что минойская цивилизация существовала и после извержения вулкана, так как большое количество построек минойской культуры находятся над слоем вулканического пепла, однако экономический урон, нанесённый морской торговле, рыболовству и сельскому хозяйству на прибрежных равнинах, оказался невосполним). Катастрофу довершили сильные землетрясения и выброшенный на значительное расстояние вулканический пепел.
Катастрофе посвящена документальная драма Би-би-си «Атлантида: конец мира, рождение легенды». Авторы фильма предполагают, что затонувший остров был прообразом Атлантиды.
Можно предположить, что катастрофическое извержение вулкана на острове Тира, породившее цунами, легло в основу библейских сказаний о всемирном потопе. Цунами, высотой в несколько десятков метров, уничтожило всё, что было на островах Эгейского моря, на Крите, в прибрежных греческих поселениях, севере Египта, всех, кто жил на берегах Средиземного моря, и на тысячу лет приостановило развитие цивилизаций Средиземноморья.

### После извержения

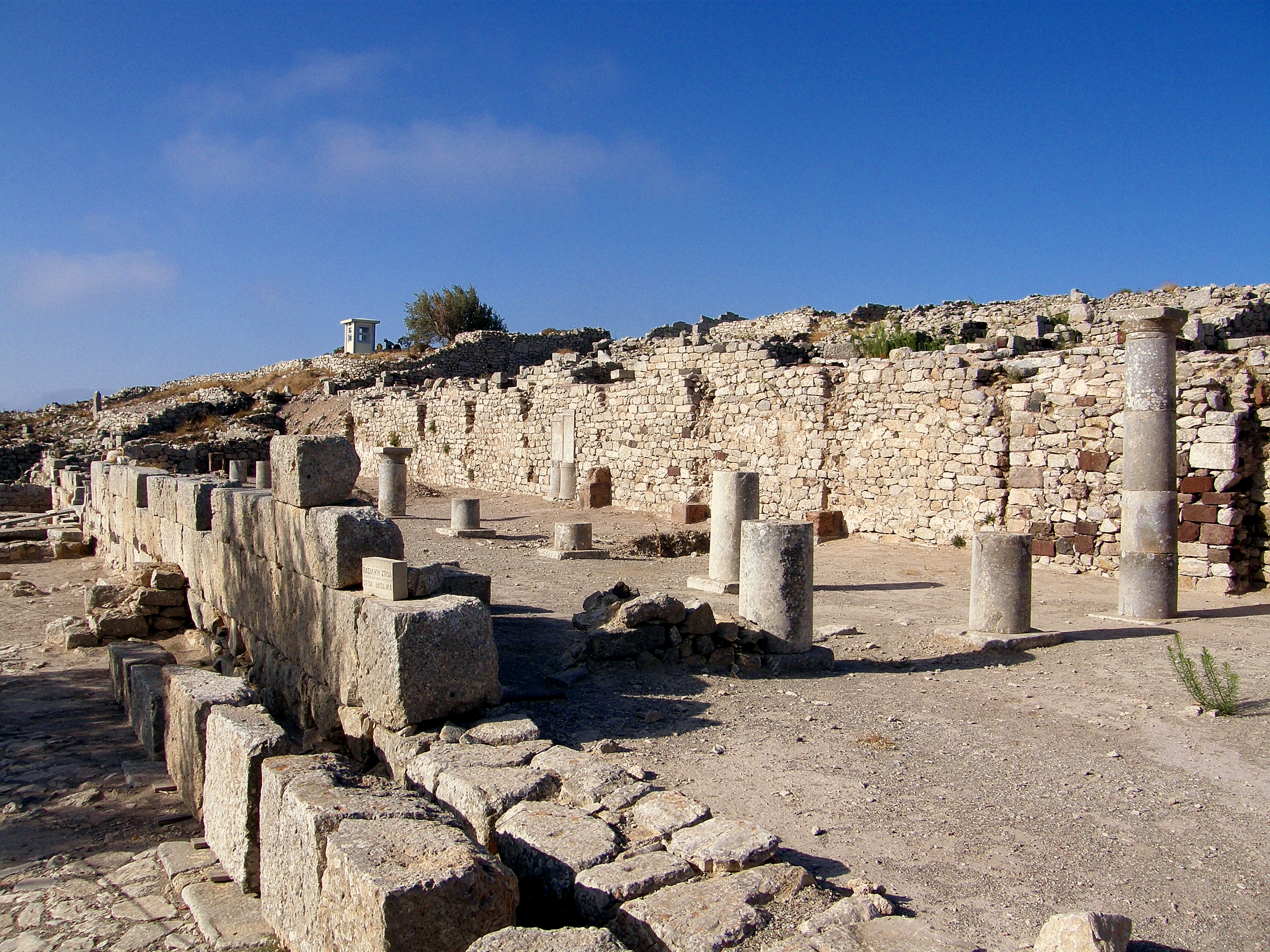
Руины античного города Фера

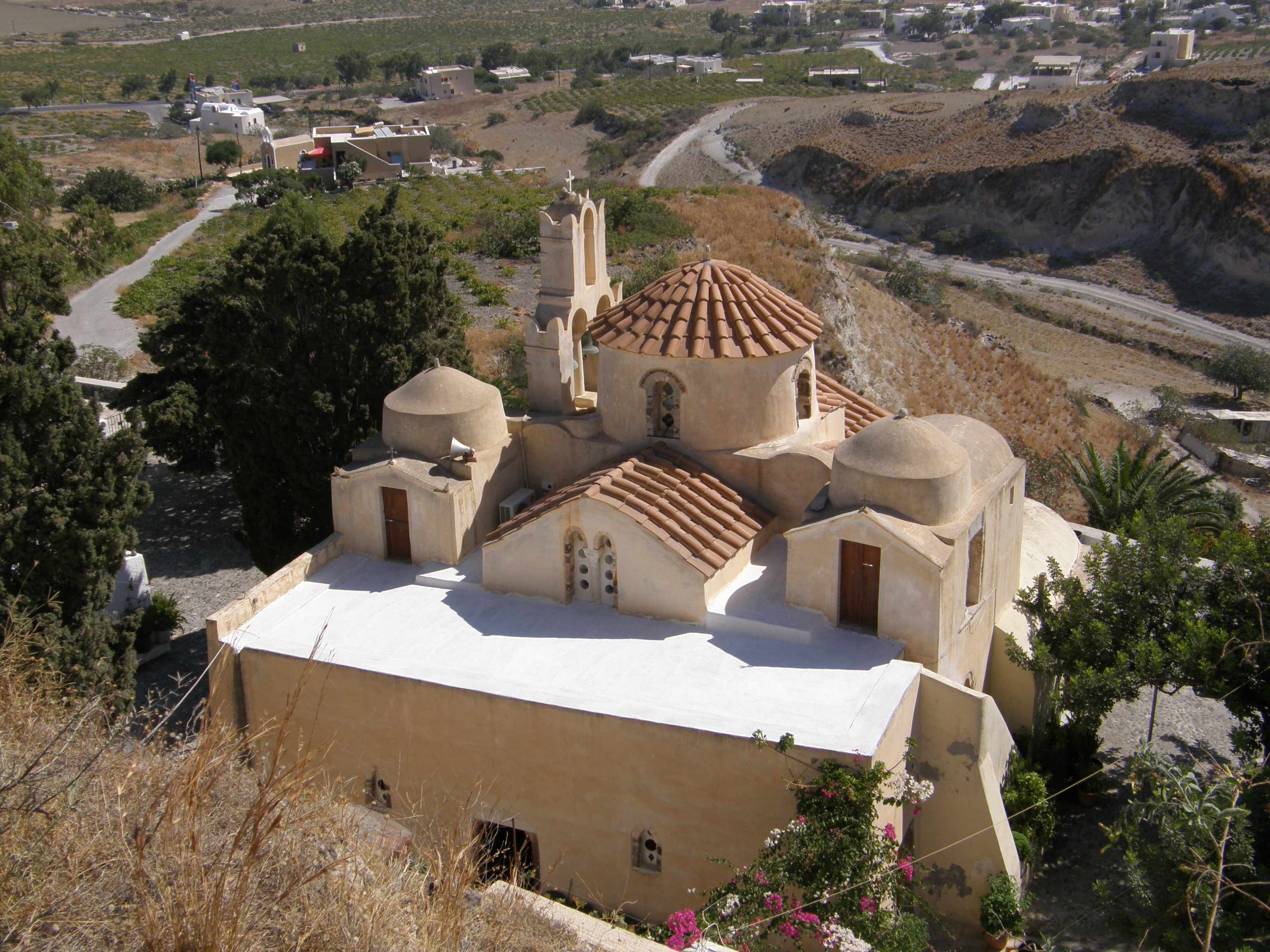
Византийская церковь XI—XII вв.

Геродот описывает историю основания жителями острова города Кирена в Ливии по приказу Пифии.
В 237 году до н. э. отделился остров Тирасия. В 46—47 году в результате подводного извержения вулкана образовался остров Палеа-Камени.
Извержение 726 года, по-видимому, сопровождавшееся цунами, вызвало панику в Византийской империи, которой воспользовался император Лев III, начав преследования своих политических противников под предлогом иконоборчества.
В XIII веке, после взятия Константинополя крестоносцами, Тира, наряду с другими островами Эгейского моря, была захвачена у Византии венецианцем Марко Санудо и вошла в герцогство Архипелага. Санудо сделал остров феодом рода Бароцци.
В 1537 году остров был впервые завоеван турками, в 1566 — окончательно перешел под власть Османской империи.
В 1570—1573 годах в результате подводного извержения вулкана образовался остров  (греч. Μικρή Καμένη Θήρας), а в 1707—1711 годах — Неа-Камени. В дальнейшем вулканическая деятельность продолжалась.
Голландский путешественник Ян Стрейс, побывавший здесь в 1656 году, писал о землетрясении 1650 года, вызвавшем цунами и множество жертв: «…снова при подобном землетрясении опустилась половина того, что осталось, и море поглотило несколько деревень и гор, множество людей и скота. И сейчас ещё живёт много людей, ослепших от ужасной молнии, сверкавшей в то время…»
Исследователи Global Volcanism Program оценивают извержения, проходившие на острове в 726 и 1650 годах, как катастрофические (4 по шкале VEI), а извержения 46—47, 1570—1573 и 1707—1711 годов — как сильные (3 по шкале VEI).
В 1821 году, с началом войны за независимость Греции, остров был захвачен греческими повстанцами и в дальнейшем стал частью территории независимой Греции.
В 1925—1928 годах произошло слияние островов Микри-Камени и Неа-Камени. Последнее извержение вулкана архипелага произошло в 1950 году.
В июле 1956 года остров пострадал от сильнейшего землетрясения, которое разрушило добрую половину островной застройки и привело к массовому исходу населения в континентальную Грецию. Восстановление инфраструктуры и архитектурных памятников растянулось на несколько десятилетий.
В конце XX века с развитием туризма Тира стала центром притяжения огромных круизных судов. Одно из них в апреле 2007 года потерпело крушение у берегов острова.
11 февраля 2025 года было землетрясение в 5,2 баллов  .

## Население

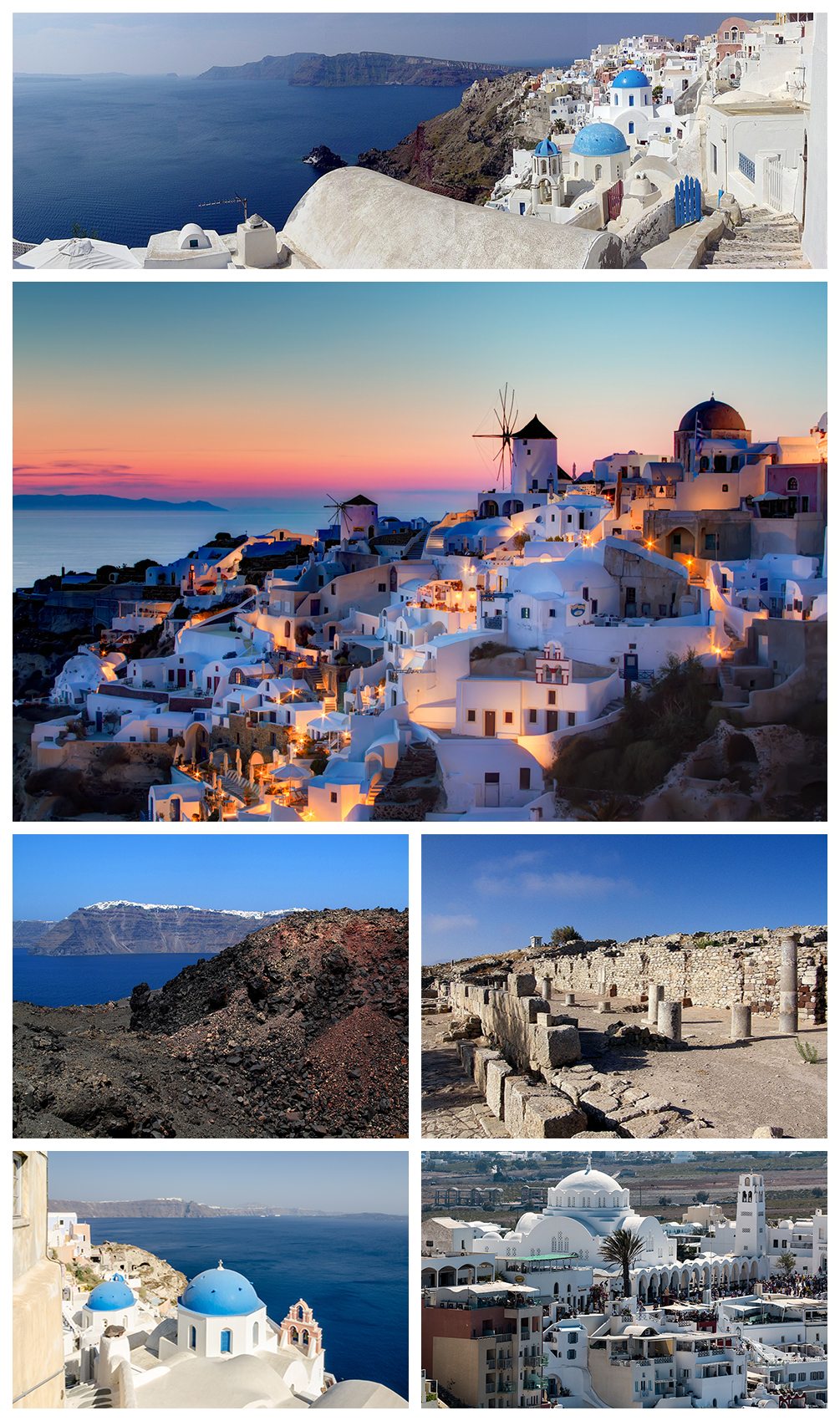
Виды острова Санторини

Население острова составляет 15 550 жителей по переписи 2011 года. Административный центр острова находится в городе Тира, с населением 1616 жителей по переписи 2011 года.
Крупные населённые пункты:
- Эмборион (1938[38])
- Месарья (1593[38])
- Камарион[англ.] (1344[38])
- Картерадос (1238[38])
- Пиргос-Калистис (884[38])
- Вотон (699[38])
- Периса (678[38])
- Ия (665[38])
- Мегалохорион (594[38])
- Вурвулос (535[38])
- Монолитос (499[38])
- Имеровиглион (431[38])
- Акротирион (355[38])
- Эксо-Гонья (326[38])
- Финикья[39] (222[38])

## Туризм и достопримечательности
С конца XX века Санторини позиционируется мировыми средствами массовой информации в качестве одного из самых романтических мест Европы, особенно же славится живописностью закатов. Следствием повышенного внимания прессы к острову стал туристический бум. Среди приезжих особенно много молодожёнов из Восточной Азии.
Архитектура Киклад характеризуется низкими кубическими строениями из местного туфа, которые, как правило, снаружи тщательно побелены. Строить многоэтажные дома избегают из-за угрозы землетрясений. Вулканическая почва Тиры благоприятствует обустройству подземных помещений, которые не раскаляются в летний зной и не остывают зимой. Цветовой акцент в городских пейзажах создают ярко-бирюзовые купола храмов. Основные достопримечательности следующие:
- Развалины города минойской эпохи на мысе Акротири
- Монастырь Ильи Пророка
- Католический собор Иоанна Крестителя[греч.] (1823, реконструирован в 1970 году)
- Канатная дорога Санторини

Для островной экономики значим не только туризм, но и виноделие. Помимо пляжного, распространён и винный туризм. На специфических вулканических почвах Тиры прижились лозы сорта Асиртико, причём многие виноградники восходят к позапрошлому столетию. Судя по рассказам Чехова, в его родном Таганроге у приазовских греков были особенно популярны «сантуринские вина» — сладкие вина с острова Санторини. На острове производят десертное заизюмленное вино Vinsanto, которое может вызревать в туфовых подземельях до четверти века, а также (в меньших количествах) очень сухие белые вина. Вино с тем же названием также производится в Тоскане (Италия).